# Liste des planètes mineures non numérotées découvertes en mars 2012
Pour un article plus général, voir Liste des planètes mineures non numérotées découvertes en 2012.
Pour un article plus général, voir Liste des planètes mineures.
Cet article dresse la liste des planètes mineures (astéroïdes, centaures, objets transneptuniens et assimilés) non numérotées découvertes en mars 2012 dans l'ordre de leur découverte.
Au 15 janvier 2025, 661 077 des 1 434 993 planètes mineures répertoriées par le Centre des planètes mineures ne sont pas encore numérotées, soit 46,07 %.

## Rappel concernant la désignation provisoire
La désignation provisoire indique l'ordre de découverte de ces objets. En effet, cette désignation est composée de l'année de découverte (par exemple 2012) suivie de la quinzaine (demi-mois) de découverte (p.e. A = 1-15 janvier) puis de l'ordre de découverte dans cette quinzaine. Cet ordre est indiqué par une lettre et éventuellement un chiffre comme suit : A pour la première découverte, B pour la deuxième, ..., Z pour la 25e (le I n'est pas utilisé pour éviter la confusion avec 1), A1 pour la 26e, B1 pour la 27e, etc. , Z1 pour la 50e, A2 pour la 51e, B2 pour la 52e, etc. L'ordre de la numérotation ne suit donc pas l'ordre alphanumérique. 2012 AA1 suit ainsi 2012 AZ et précède 2012 AB1.

## Liste

### Du1erau 15 mars
- 2012 EA
- 2012 EB
- 2012 EC
- 2012 EM
- 2012 EQ
- 2012 ED1
- 2012 EJ1
- 2012 EK1
- 2012 EM1
- 2012 EU1
- 2012 EZ1
- 2012 EB2
- 2012 EF2
- 2012 EN3
- 2012 EO3
- 2012 EP3
- 2012 EQ3
- 2012 ER3
- 2012 ES3
- 2012 EA4
- 2012 EF4
- 2012 EO4
- 2012 EV4
- 2012 EY4
- 2012 EF5
- 2012 EG5
- 2012 EH5
- 2012 EJ5
- 2012 EK5
- 2012 EL5
- 2012 EM5
- 2012 EN5
- 2012 EO5
- 2012 EP5
- 2012 EV5
- 2012 EW5
- 2012 EX5
- 2012 EE6
- 2012 EF6
- 2012 EZ6
- 2012 EF7
- 2012 ER7
- 2012 ES7
- 2012 EA8
- 2012 EJ8
- 2012 EK8
- 2012 EL8
- 2012 EM8
- 2012 EO8
- 2012 EX8
- 2012 EA9
- 2012 EM9
- 2012 EU9
- 2012 EW9
- 2012 EA10
- 2012 EL10
- 2012 EN10
- 2012 EO10
- 2012 EP10
- 2012 EQ10
- 2012 ER10
- 2012 ES10
- 2012 EX11
- 2012 EZ11
- 2012 EA12
- 2012 EL12
- 2012 ER12
- 2012 EA13
- 2012 EC13
- 2012 EO13
- 2012 EQ13
- 2012 ER13
- 2012 ES13
- 2012 EE14
- 2012 EJ14
- 2012 EK14
- 2012 EM14
- 2012 ER14
- 2012 ES14
- 2012 EV14
- 2012 EW14
- 2012 EM15
- 2012 EA16
- 2012 EK16
- 2012 EN16
- 2012 EF17
- 2012 EQ17
- 2012 EE18
- 2012 EM18
- 2012 EP18
- 2012 ET18
- 2012 EV18
- 2012 EW18
- 2012 EA19
- 2012 EP19
- 2012 EQ19
- 2012 EC20
- 2012 EM20
- 2012 EQ20
- 2012 EV20
- 2012 EY20
- 2012 EF21
- 2012 EG21
- 2012 EL21
- 2012 EM21
- 2012 EN21
- 2012 EO21
- 2012 EP21
- 2012 EQ21
- 2012 ER21
- 2012 ES21
- 2012 ET21
- 2012 EU21
- 2012 EV21
- 2012 EW21
- 2012 EX21
- 2012 EY21
- 2012 EZ21
- 2012 EA22
- 2012 EB22
- 2012 EC22
- 2012 ED22
- 2012 EE22
- 2012 EJ22
- 2012 EK22
- 2012 EN22
- 2012 ER22
- 2012 ET22
- 2012 EU22
- 2012 EV22
- 2012 EX22
- 2012 EZ22
- 2012 EC23
- 2012 ED23
- 2012 EE23
- 2012 EF23
- 2012 EG23
- 2012 EH23
- 2012 EJ23
- 2012 EK23
- 2012 EL23
- 2012 EN23
- 2012 EO23
- 2012 ES23
- 2012 ET23
- 2012 EU23
- 2012 EV23
- 2012 EW23
- 2012 EX23
- 2012 EY23
- 2012 EZ23
- 2012 EA24
- 2012 EB24
- 2012 EC24
- 2012 ED24
- 2012 EF24
- 2012 EH24
- 2012 EJ24
- 2012 EL24
- 2012 EM24
- 2012 ES24
- 2012 EV24
- 2012 EX24
- 2012 EY24
- 2012 EZ24
- 2012 EE25
- 2012 EF25
- 2012 EG25
- 2012 EH25
- 2012 EJ25
- 2012 EQ25
- 2012 ER25
- 2012 EV25
- 2012 EX25
- 2012 EZ25
- 2012 EA26
- 2012 EB26
- 2012 EC26
- 2012 EE26
- 2012 EF26
- 2012 EG26
- 2012 EH26
- 2012 EJ26
- 2012 EL26
- 2012 EN26
- 2012 EO26
- 2012 ET26
- 2012 EV26
- 2012 EX26
- 2012 EY26
- 2012 EA27
- 2012 EB27
- 2012 EC27
- 2012 ED27
- 2012 EE27
- 2012 EF27
- 2012 EG27
- 2012 EK27
- 2012 EL27
- 2012 EM27
- 2012 EO27
- 2012 EP27
- 2012 ER27
- 2012 ES27
- 2012 EV27
- 2012 EZ27
- 2012 EC28
- 2012 EE28
- 2012 EF28
- 2012 EG28
- 2012 EH28
- 2012 EJ28
- 2012 EL28
- 2012 EM28
- 2012 EN28
- 2012 EP28
- 2012 EQ28
- 2012 ER28
- 2012 ET28
- 2012 EU28
- 2012 EV28
- 2012 EW28
- 2012 EX28
- 2012 EY28
- 2012 EA29
- 2012 EC29
- 2012 EJ29
- 2012 EK29
- 2012 EL29
- 2012 EN29
- 2012 ER29
- 2012 ES29
- 2012 ET29
- 2012 EU29
- 2012 EW29
- 2012 EX29
- 2012 EY29
- 2012 EZ29
- 2012 EA30
- 2012 EB30
- 2012 ED30
- 2012 EE30
- 2012 EF30
- 2012 EH30
- 2012 EJ30
- 2012 EL30
- 2012 EM30
- 2012 EN30
- 2012 EO30
- 2012 EP30
- 2012 ES30
- 2012 ET30
- 2012 EU30
- 2012 EW30
- 2012 EY30
- 2012 EZ30
- 2012 EA31
- 2012 ED31
- 2012 EF31
- 2012 EG31
- 2012 EJ31
- 2012 EL31
- 2012 EM31
- 2012 EN31
- 2012 EQ31
- 2012 ES31
- 2012 EU31
- 2012 EV31
- 2012 EW31
- 2012 EZ31
- 2012 EA32
- 2012 EB32
- 2012 EC32
- 2012 EE32
- 2012 EG32
- 2012 EH32
- 2012 EJ32
- 2012 EK32
- 2012 EL32
- 2012 EN32
- 2012 EP32
- 2012 EQ32
- 2012 ET32
- 2012 EU32
- 2012 EV32
- 2012 EW32
- 2012 EX32
- 2012 EY32
- 2012 EA33
- 2012 EB33
- 2012 EC33
- 2012 ED33
- 2012 EE33
- 2012 EF33
- 2012 EG33
- 2012 EH33
- 2012 EJ33
- 2012 EK33
- 2012 EL33
- 2012 EM33
- 2012 EN33
- 2012 EO33
- 2012 EP33
- 2012 EQ33
- 2012 ER33
- 2012 ET33
- 2012 EU33
- 2012 EV33
- 2012 EW33
- 2012 EY33
- 2012 EZ33
- 2012 EA34
- 2012 EB34
- 2012 EC34
- 2012 EF34
- 2012 EG34
- 2012 EH34
- 2012 EJ34
- 2012 EK34
- 2012 EL34
- 2012 EM34
- 2012 EN34
- 2012 EO34
- 2012 EQ34
- 2012 ER34
- 2012 ES34
- 2012 ET34
- 2012 EU34
- 2012 EV34
- 2012 EW34

### Du 16 au 31 mars
- 2012 FE
- 2012 FF
- 2012 FG
- 2012 FJ
- 2012 FM
- 2012 FN
- 2012 FA1
- 2012 FB1
- 2012 FC1
- 2012 FD1
- 2012 FL1
- 2012 FP1
- 2012 FQ1
- 2012 FR1
- 2012 FV1
- 2012 FW1
- 2012 FX1
- 2012 FY1
- 2012 FU2
- 2012 FJ3
- 2012 FQ4
- 2012 FS4
- 2012 FW4
- 2012 FL5
- 2012 FO5
- 2012 FU5
- 2012 FV5
- 2012 FF6
- 2012 FJ6
- 2012 FN6
- 2012 FQ6
- 2012 FR6
- 2012 FS6
- 2012 FG7
- 2012 FM7
- 2012 FS7
- 2012 FT7
- 2012 FW7
- 2012 FA8
- 2012 FE8
- 2012 FF8
- 2012 FH8
- 2012 FQ8
- 2012 FX8
- 2012 FC9
- 2012 FE9
- 2012 FG9
- 2012 FX9
- 2012 FY9
- 2012 FZ9
- 2012 FA10
- 2012 FB10
- 2012 FD10
- 2012 FK10
- 2012 FT10
- 2012 FA11
- 2012 FS11
- 2012 FT11
- 2012 FU11
- 2012 FX11
- 2012 FZ11
- 2012 FK12
- 2012 FR12
- 2012 FU12
- 2012 FE13
- 2012 FF13
- 2012 FG13
- 2012 FL13
- 2012 FO13
- 2012 FU13
- 2012 FX13
- 2012 FY13
- 2012 FZ13
- 2012 FA14
- 2012 FB14
- 2012 FE15
- 2012 FH15
- 2012 FJ15
- 2012 FK15
- 2012 FS15
- 2012 FY15
- 2012 FZ15
- 2012 FA16
- 2012 FB16
- 2012 FE16
- 2012 FH16
- 2012 FK16
- 2012 FO16
- 2012 FT16
- 2012 FU16
- 2012 FX16
- 2012 FY16
- 2012 FB17
- 2012 FE17
- 2012 FT17
- 2012 FU17
- 2012 FW17
- 2012 FX17
- 2012 FA18
- 2012 FJ18
- 2012 FY18
- 2012 FA19
- 2012 FK19
- 2012 FS19
- 2012 FT19
- 2012 FX19
- 2012 FA20
- 2012 FB20
- 2012 FC20
- 2012 FH20
- 2012 FJ20
- 2012 FM20
- 2012 FO20
- 2012 FV20
- 2012 FW20
- 2012 FD21
- 2012 FF21
- 2012 FG21
- 2012 FK21
- 2012 FU21
- 2012 FY21
- 2012 FF22
- 2012 FG22
- 2012 FJ22
- 2012 FO22
- 2012 FD23
- 2012 FE23
- 2012 FN23
- 2012 FQ23
- 2012 FR23
- 2012 FS23
- 2012 FT23
- 2012 FU23
- 2012 FV23
- 2012 FW23
- 2012 FX23
- 2012 FY23
- 2012 FE24
- 2012 FG24
- 2012 FL24
- 2012 FM24
- 2012 FN24
- 2012 FQ24
- 2012 FY24
- 2012 FC26
- 2012 FT26
- 2012 FV26
- 2012 FH27
- 2012 FK27
- 2012 FM27
- 2012 FV27
- 2012 FA28
- 2012 FC28
- 2012 FH28
- 2012 FO28
- 2012 FP28
- 2012 FR28
- 2012 FD29
- 2012 FE29
- 2012 FK29
- 2012 FL29
- 2012 FU29
- 2012 FX29
- 2012 FH30
- 2012 FJ30
- 2012 FT30
- 2012 FS31
- 2012 FE32
- 2012 FG33
- 2012 FL33
- 2012 FQ33
- 2012 FS33
- 2012 FZ33
- 2012 FE34
- 2012 FF34
- 2012 FV34
- 2012 FW34
- 2012 FL35
- 2012 FM35
- 2012 FN35
- 2012 FO35
- 2012 FP35
- 2012 FQ35
- 2012 FR35
- 2012 FS35
- 2012 FT35
- 2012 FU35
- 2012 FV35
- 2012 FW35
- 2012 FX35
- 2012 FB36
- 2012 FC36
- 2012 FH36
- 2012 FA37
- 2012 FM37
- 2012 FR37
- 2012 FS37
- 2012 FH38
- 2012 FB39
- 2012 FQ39
- 2012 FF41
- 2012 FG41
- 2012 FK41
- 2012 FO41
- 2012 FP41
- 2012 FD42
- 2012 FR42
- 2012 FS42
- 2012 FG43
- 2012 FM43
- 2012 FN43
- 2012 FY43
- 2012 FN44
- 2012 FZ44
- 2012 FB45
- 2012 FL45
- 2012 FP45
- 2012 FX45
- 2012 FF46
- 2012 FL46
- 2012 FM46
- 2012 FO46
- 2012 FQ46
- 2012 FR46
- 2012 FD47
- 2012 FW47
- 2012 FX47
- 2012 FZ47
- 2012 FF48
- 2012 FU48
- 2012 FA49
- 2012 FD49
- 2012 FQ49
- 2012 FT49
- 2012 FR50
- 2012 FV50
- 2012 FW50
- 2012 FX50
- 2012 FA51
- 2012 FH51
- 2012 FS51
- 2012 FV51
- 2012 FC52
- 2012 FG52
- 2012 FH52
- 2012 FM52
- 2012 FO52
- 2012 FP52
- 2012 FQ52
- 2012 FR52
- 2012 FS52
- 2012 FZ52
- 2012 FK53
- 2012 FN53
- 2012 FR53
- 2012 FY53
- 2012 FD54
- 2012 FH54
- 2012 FQ54
- 2012 FC55
- 2012 FF55
- 2012 FW55
- 2012 FA56
- 2012 FC56
- 2012 FF56
- 2012 FV56
- 2012 FY56
- 2012 FA57
- 2012 FN57
- 2012 FQ57
- 2012 FV57
- 2012 FA58
- 2012 FD58
- 2012 FE58
- 2012 FG58
- 2012 FH58
- 2012 FJ58
- 2012 FK58
- 2012 FV58
- 2012 FO59
- 2012 FN60
- 2012 FP60
- 2012 FY60
- 2012 FL61
- 2012 FD62
- 2012 FF62
- 2012 FK62
- 2012 FM62
- 2012 FN62
- 2012 FO62
- 2012 FP62
- 2012 FQ62
- 2012 FT62
- 2012 FU62
- 2012 FX62
- 2012 FB63
- 2012 FD63
- 2012 FT63
- 2012 FV63
- 2012 FF64
- 2012 FH64
- 2012 FO64
- 2012 FA65
- 2012 FL65
- 2012 FM65
- 2012 FR65
- 2012 FS65
- 2012 FT65
- 2012 FV65
- 2012 FW65
- 2012 FC66
- 2012 FE66
- 2012 FF66
- 2012 FJ66
- 2012 FY66
- 2012 FE67
- 2012 FF67
- 2012 FH67
- 2012 FC68
- 2012 FH69
- 2012 FP69
- 2012 FQ69
- 2012 FR69
- 2012 FT69
- 2012 FM70
- 2012 FN70
- 2012 FZ70
- 2012 FA71
- 2012 FB71
- 2012 FC71
- 2012 FE71
- 2012 FG71
- 2012 FH71
- 2012 FZ73
- 2012 FL74
- 2012 FS75
- 2012 FB76
- 2012 FZ77
- 2012 FA78
- 2012 FD78
- 2012 FX78
- 2012 FZ78
- 2012 FH79
- 2012 FP79
- 2012 FR79
- 2012 FS79
- 2012 FT79
- 2012 FQ80
- 2012 FS80
- 2012 FC81
- 2012 FL81
- 2012 FU82
- 2012 FZ82
- 2012 FA83
- 2012 FK83
- 2012 FL83
- 2012 FF84
- 2012 FH84
- 2012 FN84
- 2012 FS84
- 2012 FT84
- 2012 FU84
- 2012 FV84
- 2012 FW84
- 2012 FX84
- 2012 FY84
- 2012 FZ84
- 2012 FE85
- 2012 FK85
- 2012 FP85
- 2012 FT85
- 2012 FW85
- 2012 FZ85
- 2012 FA86
- 2012 FE86
- 2012 FP86
- 2012 FR86
- 2012 FT86
- 2012 FU86
- 2012 FE88
- 2012 FL88
- 2012 FP88
- 2012 FQ88
- 2012 FW88
- 2012 FE89
- 2012 FJ89
- 2012 FK89
- 2012 FN89
- 2012 FP89
- 2012 FS89
- 2012 FT89
- 2012 FZ89
- 2012 FE90
- 2012 FH90
- 2012 FO90
- 2012 FP90
- 2012 FR90
- 2012 FU90
- 2012 FC91
- 2012 FD91
- 2012 FF91
- 2012 FG91
- 2012 FH91
- 2012 FJ91
- 2012 FK91
- 2012 FL91
- 2012 FM91
- 2012 FN91
- 2012 FO91
- 2012 FP91
- 2012 FQ91
- 2012 FR91
- 2012 FU91
- 2012 FV91
- 2012 FW91
- 2012 FX91
- 2012 FY91
- 2012 FZ91
- 2012 FB92
- 2012 FC92
- 2012 FD92
- 2012 FE92
- 2012 FF92
- 2012 FG92
- 2012 FH92
- 2012 FK92
- 2012 FL92
- 2012 FN92
- 2012 FO92
- 2012 FP92
- 2012 FQ92
- 2012 FR92
- 2012 FS92
- 2012 FT92
- 2012 FU92
- 2012 FV92
- 2012 FX92
- 2012 FY92
- 2012 FZ92
- 2012 FA93
- 2012 FB93
- 2012 FC93
- 2012 FD93
- 2012 FP93
- 2012 FR93
- 2012 FY93
- 2012 FZ93
- 2012 FB94
- 2012 FF94
- 2012 FJ94
- 2012 FL94
- 2012 FN94
- 2012 FP94
- 2012 FR94
- 2012 FS94
- 2012 FU94
- 2012 FZ94
- 2012 FA95
- 2012 FB95
- 2012 FC95
- 2012 FD95
- 2012 FE95
- 2012 FG95
- 2012 FK95
- 2012 FL95
- 2012 FN95
- 2012 FO95
- 2012 FP95
- 2012 FQ95
- 2012 FR95
- 2012 FS95
- 2012 FT95
- 2012 FU95
- 2012 FV95
- 2012 FW95
- 2012 FX95
- 2012 FY95
- 2012 FA96
- 2012 FC96
- 2012 FD96
- 2012 FJ96
- 2012 FL96
- 2012 FP96
- 2012 FR96
- 2012 FS96
- 2012 FU96
- 2012 FV96
- 2012 FW96
- 2012 FY96
- 2012 FA97
- 2012 FB97
- 2012 FC97
- 2012 FD97
- 2012 FE97
- 2012 FF97
- 2012 FG97
- 2012 FH97
- 2012 FJ97
- 2012 FL97
- 2012 FM97
- 2012 FN97
- 2012 FO97
- 2012 FP97
- 2012 FQ97
- 2012 FU97
- 2012 FV97
- 2012 FW97
- 2012 FB98
- 2012 FJ98
- 2012 FN98
- 2012 FO98
- 2012 FP98
- 2012 FQ98
- 2012 FS98
- 2012 FT98
- 2012 FU98
- 2012 FY98
- 2012 FB99
- 2012 FC99
- 2012 FD99
- 2012 FE99
- 2012 FG99
- 2012 FH99
- 2012 FK99
- 2012 FM99
- 2012 FR99
- 2012 FT99
- 2012 FX99
- 2012 FY99
- 2012 FZ99
- 2012 FA100
- 2012 FB100
- 2012 FC100
- 2012 FE100
- 2012 FG100
- 2012 FH100
- 2012 FJ100
- 2012 FK100
- 2012 FN100
- 2012 FQ100
- 2012 FR100
- 2012 FW100
- 2012 FY100
- 2012 FA101
- 2012 FC101
- 2012 FE101
- 2012 FJ101
- 2012 FK101
- 2012 FM101
- 2012 FR101
- 2012 FT101
- 2012 FU101
- 2012 FV101
- 2012 FW101
- 2012 FA102
- 2012 FB102
- 2012 FC102
- 2012 FD102
- 2012 FE102
- 2012 FF102
- 2012 FJ102
- 2012 FK102
- 2012 FL102
- 2012 FO102
- 2012 FP102
- 2012 FR102
- 2012 FS102
- 2012 FT102
- 2012 FU102
- 2012 FV102
- 2012 FW102
- 2012 FX102
- 2012 FY102
- 2012 FZ102
- 2012 FA103
- 2012 FD103
- 2012 FE103
- 2012 FG103
- 2012 FH103
- 2012 FJ103
- 2012 FK103
- 2012 FM103
- 2012 FN103
- 2012 FO103
- 2012 FR103
- 2012 FT103
- 2012 FY103
- 2012 FZ103
- 2012 FC104
- 2012 FE104
- 2012 FG104
- 2012 FH104
- 2012 FJ104
- 2012 FO104
- 2012 FP104
- 2012 FQ104
- 2012 FR104
- 2012 FS104
- 2012 FT104
- 2012 FU104
- 2012 FV104
- 2012 FW104
- 2012 FY104
- 2012 FA105
- 2012 FB105
- 2012 FD105
- 2012 FG105
- 2012 FH105
- 2012 FJ105
- 2012 FM105
- 2012 FR105
- 2012 FS105
- 2012 FU105
- 2012 FV105
- 2012 FW105
- 2012 FX105
- 2012 FC106
- 2012 FD106
- 2012 FK106
- 2012 FL106
- 2012 FR106
- 2012 FT106
- 2012 FU106
- 2012 FV106
- 2012 FW106
- 2012 FX106
- 2012 FY106
- 2012 FZ106
- 2012 FA107
- 2012 FC107
- 2012 FE107
- 2012 FF107
- 2012 FH107
- 2012 FJ107
- 2012 FK107
- 2012 FL107
- 2012 FM107
- 2012 FN107
- 2012 FQ107
- 2012 FR107
- 2012 FT107
- 2012 FU107
- 2012 FV107
- 2012 FW107
- 2012 FX107
- 2012 FY107
- 2012 FA108
- 2012 FB108
- 2012 FD108
- 2012 FE108
- 2012 FF108
- 2012 FM108
- 2012 FN108
- 2012 FO108
- 2012 FQ108
- 2012 FS108
- 2012 FT108
- 2012 FV108
- 2012 FW108
- 2012 FX108
- 2012 FZ108
- 2012 FA109
- 2012 FB109
- 2012 FC109
- 2012 FD109
- 2012 FE109
- 2012 FF109
- 2012 FG109
- 2012 FH109
- 2012 FK109
- 2012 FL109
- 2012 FM109
- 2012 FN109
- 2012 FO109
- 2012 FP109
- 2012 FQ109
- 2012 FR109
- 2012 FS109
- 2012 FT109
- 2012 FU109
- 2012 FG110
- 2012 FK110
- 2012 FL110
- 2012 FM110
- 2012 FO110
- 2012 FR110
- 2012 FS110
- 2012 FT110
- 2012 FU110
- 2012 FV110
- 2012 FW110
- 2012 FX110
- 2012 FY110
- 2012 FZ110
- 2012 FA111
- 2012 FC111
- 2012 FD111
- 2012 FG111
- 2012 FH111
- 2012 FJ111
- 2012 FK111
- 2012 FL111
- 2012 FM111
- 2012 FN111
- 2012 FO111
- 2012 FP111
- 2012 FQ111
- 2012 FR111
- 2012 FS111
- 2012 FT111
- 2012 FV111
- 2012 FX111
- 2012 FA112
- 2012 FB112
- 2012 FC112
- 2012 FD112
- 2012 FE112
- 2012 FF112
- 2012 FG112
- 2012 FH112
- 2012 FJ112
- 2012 FK112
- 2012 FL112
- 2012 FM112
- 2012 FN112
- 2012 FP112
- 2012 FQ112
- 2012 FR112
- 2012 FS112
- 2012 FU112
- 2012 FV112
- 2012 FW112
- 2012 FZ112
- 2012 FC113
- 2012 FD113
- 2012 FE113
- 2012 FF113
- 2012 FG113
- 2012 FH113
- 2012 FJ113
- 2012 FM113
- 2012 FN113
- 2012 FP113
- 2012 FQ113
- 2012 FR113
- 2012 FV113
- 2012 FW113
- 2012 FX113
- 2012 FY113
- 2012 FA114
- 2012 FB114
- 2012 FC114
- 2012 FD114
- 2012 FE114
- 2012 FF114
- 2012 FG114
- 2012 FL114
- 2012 FM114
- 2012 FN114
- 2012 FO114
- 2012 FP114
- 2012 FR114
- 2012 FS114
- 2012 FV114
- 2012 FW114
- 2012 FY114
- 2012 FZ114
- 2012 FA115
- 2012 FC115
- 2012 FD115
- 2012 FE115
- 2012 FF115
- 2012 FH115
- 2012 FJ115
- 2012 FK115
- 2012 FL115
- 2012 FM115
- 2012 FN115
- 2012 FO115
- 2012 FP115
- 2012 FR115
- 2012 FS115
- 2012 FT115
- 2012 FU115
- 2012 FV115
- 2012 FW115
- 2012 FX115
- 2012 FY115
- 2012 FZ115
- 2012 FA116
- 2012 FB116
- 2012 FC116
- 2012 FD116
- 2012 FE116
- 2012 FF116
- 2012 FH116
- 2012 FJ116
- 2012 FK116
- 2012 FL116
- 2012 FM116
- 2012 FN116
- 2012 FO116
- 2012 FQ116
- 2012 FR116
- 2012 FS116
- 2012 FT116
- 2012 FU116
- 2012 FV116
- 2012 FW116
- 2012 FX116
- 2012 FY116
- 2012 FZ116
- 2012 FA117
- 2012 FB117
- 2012 FC117
- 2012 FD117
- 2012 FE117
- 2012 FF117
- 2012 FG117
- 2012 FH117
- 2012 FJ117
- 2012 FK117
- 2012 FL117
- 2012 FN117
- 2012 FO117
- 2012 FP117
- 2012 FQ117
- 2012 FR117
- 2012 FS117
- 2012 FT117
- 2012 FU117
- 2012 FV117
- 2012 FW117
- 2012 FX117
- 2012 FY117
- 2012 FA118
- 2012 FB118
- 2012 FC118
- 2012 FD118
- 2012 FE118
- 2012 FF118
- 2012 FH118
- 2012 FJ118
- 2012 FL118
- 2012 FM118
- 2012 FN118
- 2012 FO118
- 2012 FP118
- 2012 FQ118
- 2012 FR118
- 2012 FS118
- 2012 FT118
- 2012 FU118
- 2012 FV118
- 2012 FW118
- 2012 FX118
- 2012 FY118
- 2012 FZ118
- 2012 FA119
- 2012 FB119
- 2012 FC119
- 2012 FD119
- 2012 FE119
- 2012 FF119
- 2012 FG119
- 2012 FH119
- 2012 FJ119
- 2012 FK119
- 2012 FL119
- 2012 FM119
- 2012 FN119
- 2012 FO119
- 2012 FP119
- 2012 FQ119
- 2012 FR119
- 2012 FS119
- 2012 FT119
- 2012 FU119
- 2012 FV119
- 2012 FW119
- 2012 FX119
- 2012 FY119
- 2012 FZ119
- 2012 FA120
- 2012 FB120
- 2012 FC120
- 2012 FD120
- 2012 FE120
- 2012 FF120
- 2012 FG120
- 2012 FH120
- 2012 FJ120
- 2012 FK120
- 2012 FL120
- 2012 FM120
- 2012 FN120
- 2012 FO120
- 2012 FP120